# 大巴薩姆
大巴薩姆（法語：Grand Bassam）是西非國家科特迪瓦的城市，由南科莫埃區負責管轄，位於首都阿比讓以東40公里的埃布里耶潟湖畔，面積113平方公里，經濟活動有旅遊業，2010年人口83,576。
大巴薩姆是大巴薩姆省的核心城市，也曾是科特迪瓦殖民时期的首府，但由于城市的很大部分被遗弃数十年，该城逐渐成为一座废弃的城市。

## 地理
大巴薩姆可以分为两部分，一部分是带有19世纪末法国风格的老城，纪录了19世纪末到20世纪初期殖民统治的历史。之一区域包括带有画廊、阳台和花园等建筑的渔村。历史上该区是殖民者和当地非洲人的聚居区。由于时间较久，本区逐渐损坏。近年来，当地逐步开展恢复工作。2012年6月30日，本区的部分地区被联合国教科文组织列入世界遗产名录，为科特迪瓦的首个文化遗产。 
另外一个部分是东大巴萨姆，指位于大陆上的新区，与老城通过桥梁连接。本区是现代城市的中心区域。

## 世界遗产
大巴萨姆的老城区于2012年列入世界遗产名录，登录面积110 ha，缓冲区面积552 ha。该世界遗产被认为满足世界遺產登錄基準中的以下基準而予以登錄：
- （iii）呈现有关现存或者已经消失的文化传统、文明的独特或稀有之证据。
- （iv）关于呈现人类历史重要阶段的建筑类型，或者建筑及技术的组合，或者景观上的卓越典范。